# Лёбниц (Саксония)
Лёбниц (нем. Löbnitz) — община (коммуна) в Германии, в земле Саксония. Подчиняется административному округу Лейпциг. Входит в состав района Северная Саксония.  
Население составляет 2055 человек (на 31 декабря 2013 года). Занимает площадь 37,20 км².
В состав общины входят 4 населённых пункта: Лёбниц, Ройцшйора, Заузедлиц, Райбиц.
Лёбниц первые упоминается в 995 году как Лиубанисци.